# Janhokhan chulgeun
Janhokhan chulgeun (잔혹한 출근?), noto anche con il titolo internazionale A Cruel Attendance, è un film del 2006 scritto e diretto da Kim Tae-yoon.

## Trama
Oh Dong-cheol è un comune impiegato, ma anche un marito e un padre estremamente premuroso; tuttavia, dopo aver perso tutti i propri risparmi a causa di un investimento sbagliato, si trova costretto a compiere un rapimento. Da un lato il suo piano non va a gonfie vele, dall'altro riceve poco dopo una particolare telefonata, in cui un rapitore afferma di avere con sé sua figlia.